# Landschaftsschutzgebiet Heidenbach (Heidental)

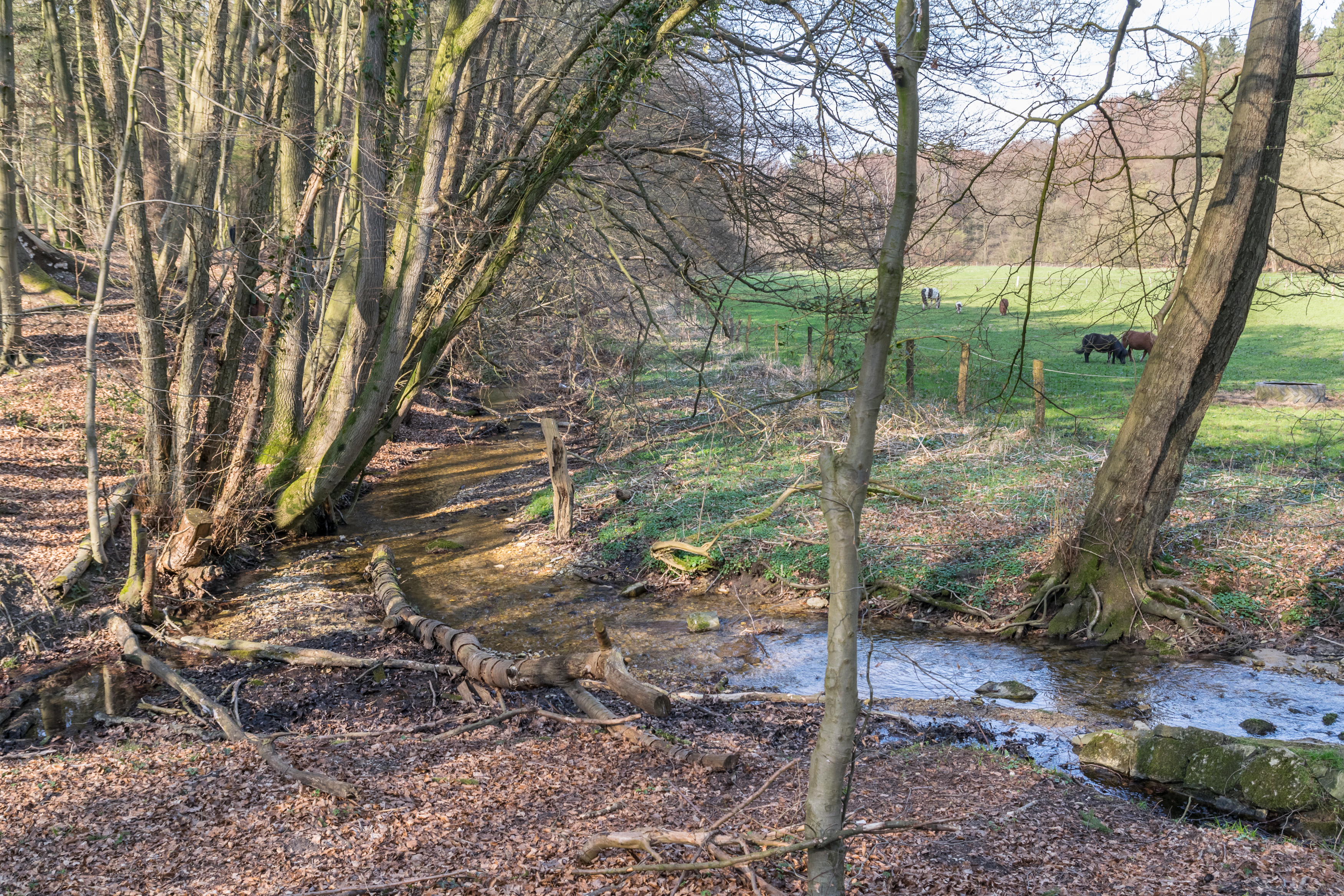
Landschaftsschutzgebiet Heidenbach

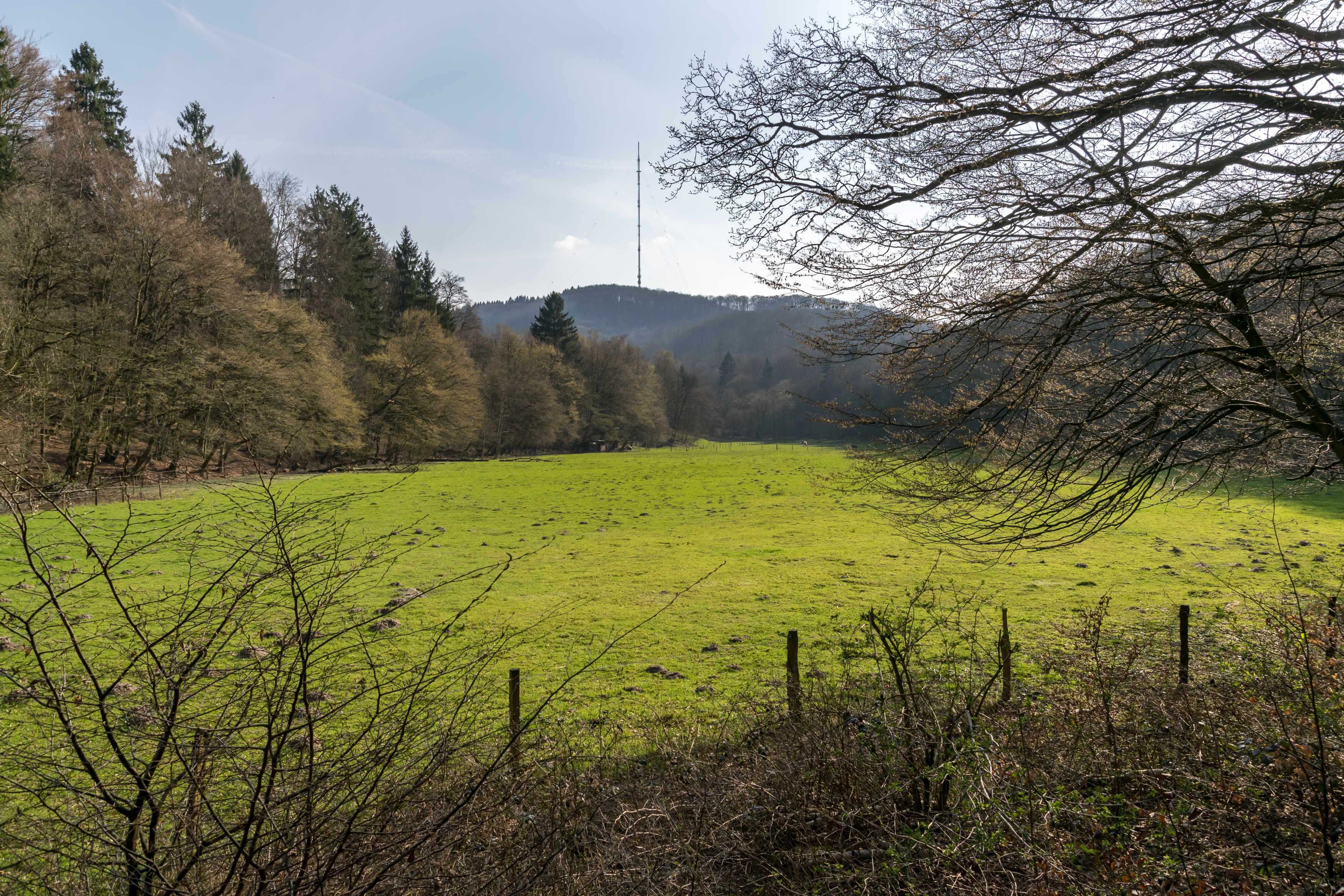
Grünland im LSG

Das Landschaftsschutzgebiet Heidenbach (Heidental) mit etwa 15 ha Flächengröße liegt südwestlich Hiddesen im Stadtgebiet von Detmold. Es wurde 2006 mit dem Landschaftsplan Detmold durch den Kreistag des Kreises Lippe als Landschaftsschutzgebiet (LSG) ausgewiesen. Weiter nördlich am Heidenbach befindet sich das Landschaftsschutzgebiet Heidenbach (Vietberg). Im LSG liegen vier Bereiche mit Häusern, die nicht zum LSG gehören, wie Inseln im Schutzgebiet.

## Beschreibung
Das LSG umfasst Grünlandbereiche entlang des Heidenbaches mit den angrenzenden Laub- und Mischwäldern. Der Heidenbach wurde in der Vergangenheit an den westlichen Talrand verlegt. Am Baches stocken Fragmente eines Erlen-Eschenwaldes. Das Grünland wird teilweise in der Nähe der Häuser im LSG durch Pferdebeweidung genutzt. An den Hängen beidseitig des Tales steht überwiegend Laubwald. Der Wald wird stark durch Erholungssuchende genutzt. Im Wald kommt vereinzelt Alt- und Totholz vor.
Zum Wert des Schutzgebietes führt der Landschaftsplan aus: „Er ist als schützenswertes Biotop gemäß § 62 LG eingestuft.“

## Schutzzwecke für das LSG
Laut Landschaftsplan erfolgte die Ausweisung des LSG
- „zur Erhaltung und Wiederherstellung der Leistungsfähigkeit des Naturhaushaltes in ökologisch besonders wertvoll strukturierten Bereichen mit Wasser-, Klima- und Biotopschutzfunktionen,“
- „zur Erhaltung und Wiederherstellung von Quellbereichen und naturnahen Fließgewässern, Wald- und Grünlandbereichen unterschiedlicher Feuchtestufen, Feldgehölzen, Hecken und Obstwiesen,“
- „zur Erhaltung morphologisch ausgeprägter Bereiche zur Sicherung der landschaftlichen Eigenart und Vielfalt für die Erholung,“
- „zur Erhaltung wertvoller Biotopkomplexe aus Wald-Grünlandbereichen, Fließgewässern und Quellen sowie Biotopen nach § 62 LG mit wichtigen Refugial-, Puffer-, Trittstein- und Vernetzungsfunktionen,“
- „zur Erhaltung und Wiederherstellung wichtiger Rückzugsräume für die bedrohte Tier- und Pflanzenwelt,“
- „zur Sicherung der das Orts- und Landschaftsbild gliedernden und belebenden und die dörflichen Siedlungsstrukturen prägenden Freiraumelemente.“[1]

## Rechtliche Vorschriften
Im Landschaftsschutzgebiet ist unter anderem das Errichten von Bauten und Fischteichen verboten. Grün- und Brachland darf nicht in eine andere Nutzungsart umgewandelt oder umgebrochen werden.